# NGC 455
NGC 455 (również PGC 4572, UGC 815 lub Arp 164) – galaktyka znajdująca się w gwiazdozbiorze Ryb. Odkrył ją Albert Marth 27 października 1864 roku.